# Notre-Dame-de-Sanilhac

Notre-Dame-de-Sanilhac este o comună în departamentul Dordogne din sud-vestul Franței. În 2009 avea o populație de 3.034 de locuitori.

## Evoluția populației
| An        | 1975  | 1982  | 1990  | 1999  | 2006  | 2009  |
| --------- | ----- | ----- | ----- | ----- | ----- | ----- |
| Populație | 2.062 | 2.220 | 2.577 | 2.617 | 2.810 | 3.034 |